# Giuseppe Petrelli
Giuseppe Petrelli (ur. 14 lutego 1873 w Montegiorgio, zm. 29 kwietnia 1962) – włoski duchowny rzymskokatolicki, misjonarz, biskup Lipy, arcybiskup tytularny, dyplomata papieski.

## Biografia
10 sierpnia 1896 otrzymał święcenia prezbiteriatu.
12 kwietnia 1910 papież Pius X mianował go biskupem Lipy na Filipinach. 12 czerwca 1910 przyjął sakrę biskupią z rąk delegata apostolskiego na Filipinach abpa Ambrogio Agiusa. Współkonsekratorami byli biskup Jaro Dennis Joseph Dougherty oraz biskup Cebu Juan Bautista Gorordo y Perfecto.
30 maja 1915 papież Benedykt XV mianował go delegatem apostolskim na Filipinach oraz arcybiskupem tytularnym nisibijskim. 27 maja 1921 został przeniesiony na urząd nuncjusza apostolskiego w Peru. Zrezygnował z tego stanowiska najprawdopodobniej w 1925.